# Крымский Том
Крымский Том, также Севастопольский Том или просто Том (англ. Crimean Tom, Sevastopol Tom, Tom) — кот, найденный британскими военными в Севастополе во время Крымской войны, приведший их к тайнику с продовольствием, которое помогло союзническим солдатам перенести голод. После войны был привезён в Англию, где вскоре умер. В настоящее время в коллекции Национального музея армии хранится чучело кота, который считается Томом, но доказательств того, что это тот же самый кот, нет.

## История
Во время Крымской войны 9 сентября 1855 года английские и французские войска захватили Севастополь у русских после почти годичной осады. Лейтенант Уильям Гайр (англ. William Gair) из 6-го драгунского гвардейского полка, который был прикомандирован к Field Train Department в качестве заместителя помощника комиссара, вёл патруль в поисках подвалов с припасами. Гайр заметил кота, всего в пыли и копоти, сидящего на куче мусора между двумя ранеными. Кот, не обращающий внимания на окружающую суматоху, позволил Гайру себя подобрать. Кот, которому было лет 8, смог выжить в городе на протяжении всей блокады.
Гайр взял кота в свою казарму, кот жил и ел вместе с группой британских офицеров, которые стали его называть Томом, а позже Крымским Томом или Севастопольским Томом. Оккупационные войска изо всех сил пытались найти припасы, особенно продукты питания, в городе истощённом годовой осадой. Офицеры заметили, что Том становился все упитаннее, так они поняли, что он кормится мышами, которых должно быть много поблизости. Зная, что мыши сами могут кормиться спрятанными российскими припасами, они проследовали за Томом к местности, отрезанной щебнем. Здесь они нашли склад с продовольствием, которое спасло британских и французских солдат от голода. Позже Том привёл офицеров к ещё нескольким небольшим тайникам с припасами возле доков. После окончания войны Гайр вернулся с Томом в Англию, которого он держал как домашнего питомца, но вскоре кот умер 31 декабря 1856.

## Наследие

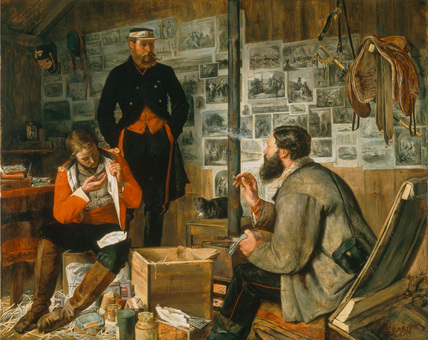
«A Welcome Arrival, 1855», John D’Albiac Luard, 1857

По традиции, распространенной в викторианской Англии, в память о любимом питомце Гайр сделал из кота чучело, которое он затем подарил Королевскому институту оборонных исследований. В 1950-х годах леди Фейт Комптон Маккензи купила на блошином рынке у Портобелло-Роуд чучело кота, которого идентифицировали как Крымского Тома, но точных доказательств этому не было предоставлено. В 1958 году чучело передали в Национальный музей армии, где он сейчас находится на экспозиции. В музее не смогли установить, является он Крымским Томом или нет.
Распространено представление, что Том нарисован спящим на столе рядом с дровяной печью на картине маслом «A Welcome Arrival, 1855» художника John D’Albiac Luard, созданную в 1857 году и изображающую британских офицеров, которые вскрывают посылки из дома. Высказывалось предположение, что Гайр — это мужчина в красном в левой части картины. Национальный музей армии однако пишет, что «нет никаких доказательств, подтверждающих эти утверждения».